# Eterazama
Eterazama ist eine Landstadt im Departamento Cochabamba im südamerikanischen Anden-Staat Bolivien.

## Lage
Eterazama ist die zweitgrößte Ortschaft des Municipio Villa Tunari in der Provinz Chapare. Die Stadt liegt am Río Eterazama auf einer Höhe von 245 m am Fuß des Höhenzuges der Kordillere von Cochabamba.

## Geographie
Eterazama liegt im bolivianischen Tiefland am Nordrand der Cordillera Oriental. Das Klima ist tropisch mit einem ausgeprägten Tageszeitenklima.
Die jährliche Durchschnittstemperatur im langjährigen Mittel liegt bei knapp 27 °C (siehe Klimadiagramm Villa Tunari), die Monatstemperaturen liegen zwischen gut 23 °C im Juli und knapp 29 °C im Dezember und Januar. Der Jahresniederschlag mit 2.300 mm weist eine deutliche Regenzeit von Oktober bis April auf, mit Monatsniederschlägen zwischen 160 und 380 mm.

## Verkehrsnetz
Eterazama liegt in einer Entfernung von 190 Straßenkilometern nordöstlich von Cochabamba, der Hauptstadt des Departamentos.
Südlich von Eterazama führt die 1657 Kilometer lange Nationalstraße Ruta 4 vorbei, die das Land von Westen nach Osten durchquert. Sie führt von Tambo Quemado an der chilenischen Grenze über Cochabamba und Sacaba nach Villa Tunari und weiter über Santa Cruz nach Puerto Suárez an der brasilianischen Grenze. Zwei Kilometer östlich von Villa Tunari vor der Flussbrücke über den Río Chapare zweigt die Ruta 24 in nördlicher Richtung von der Ruta 4 ab und erreicht Eterazama nach 27 Kilometern.

## Bevölkerung
Die Einwohnerzahl der Ortschaft ist in den vergangenen beiden Jahrzehnten um etwa die Hälfte angestiegen:
| Jahr | Einwohner | Quelle       |
| ---- | --------- | ------------ |
| 1992 | 1 913     | Volkszählung |
| 2001 | 2 001     | Volkszählung |
| 2012 | 3 359     | Volkszählung |
| 2024 |           | Volkszählung |

Die Region weist einen deutlichen Anteil an Quechua-Bevölkerung auf, im Municipio Villa Tunari sprechen 83,5 Prozent der Bevölkerung Quechua.